# Paraiyar
Pária (inglês: Paraiyar ou Parayar, no passado anglicizados como Pariah; traduzido como "escravo") é uma casta existente principalmente nos estados indianos de Tamil Nadu e Querala. São também conhecidos como Adi Dravida ("Dravidianos originais"), um título incentivado pelo Raj britânico, uma vez que os britânicos acreditavam que a colonização tinha terminado com a escravatura na Índia. Em 2001, a população dos Avi Dravida em Tamil Nadu era de 5,4 milhões de pessoas e em Paraiyar de 1,86 milhões.